# باراسايت إيف (سلسلة)
باراسايت إيف (باليابانية:パラサイト・イヴ) ، هي سلسلة من الألعاب الفيديو التابعة لشركة سكويرسوفت اليابانية (تسمى الآن شركة سكوير إينكس) ، بالإضافة إلى تأليف لكتاب يحمل اسمها وإنتاج لفيلم وأنمي .
وتتحدث الكتاب أو الفيلم السينمائي عن ظاهرة الوحوش الرهيبة التي أجتاحت اليابان، بينما سلسلة الألعاب الفيديو تتحدث عن تفشي ظاهرة الوحوش في الولايات المتحدة .

## الإعلام المرئي والمقروء لكتاب باراسايت إيف

### الكتب
الكتاب الأصلي (باراسايت إيف) ألفه الياباني هيديكي سينا، وهو فاز بجائزة مؤلفات الكتاب المخصصة للرعب، وترجمت لاحقاً باللغة الإنجليزية للمترجم تيران جريلو تحت اسم فيرتيكال إنك (Vertical Inc)

### فيلم
أنتج الفيلم الياباني «باراسايت إيف» سنة 1997م، والتي أنتجه مؤسسة تلفزيون فوجي اليابانية،

### الممثلون
- هيروشي ميكامي في دور Toshiaki Nagashima
- Riona Hazuki في دور Kiyomi Nagashima
- توموكو ناكاجيما في دور Sawako Asakura
- Ayako Omura في دور Mariko Anzai
- Hisako Manda في دور Etsuko Odagiri
- Noboru Mitani في دور Mutsuo Ishihara
- Tetsuya Bessho في دور Takatsugu Yoshizumi
- غورو إناجاكي في دور Tatsuro Ohno
- Kenzo Kawarazaki في دور Shigeru Kataoka

### العاب الفيديو
أنتجت اللعبة باراسايت إيف الجزء الأول من قبل شركة سكوير سوفت والذي أنتجه سوني كمبيوتر إنترتينمنت للمرة الأولى سنة 1998م، وفي الجزء الثاني ظهرت باراسايت إيف الجزء الثاني عام 2000م، وفي الجزء الثالث ظهرت بعنوان ذا ثايرد بيرثداي (بالإنجليزية:The 3rd Birthday على جهاز البلاي ستيشن بورتال .

## وصلات خارجية
- Parasite Eve (series) - Parasite Eve Wiki